# Sida hirsutissima
Sida hirsutissima är en malvaväxtart som beskrevs av Philip Miller. Sida hirsutissima ingår i släktet sammetsmalvor, och familjen malvaväxter. Inga underarter finns listade i Catalogue of Life.